# Velika regularna loža Hrvatske
Velika regularna loža Hrvatske, skraćeno VRLH, je tradicionalna slobodnozidarska velika loža u Hrvatskoj. Osnovana je 2017. godine pod nazivom Veliki orijent Hrvatske (skraćeno VOH), a od svibnja 2021. godine nosi sadašnji naziv. Zbog unutarnjih sukoba početkom 2020. godine dolazi u središte pozornosti šire javnosti u Hrvatskoj što je dovelo do ostavke glavnog državnog odvjetnika.
Za razliku od Velike lože Hrvatske, ova velika loža formalno ne pripada regularnom već pripada tradicionalnom ustroju kojeg predvodi Velika loža Francuske.

## Povijest

### Veliki orijent Hrvatske (2017. – 2021.)
Veliki orijent Hrvatske kao ideja pokrenut je krajem 2016. godine na inicijativu Zorana Vojnić Tunića iz zagrebačke Dubrave. Dok je radio u Novom Sadu bio član masonske lože. Početkom siječnja 2017. godine oko sebe je okupio skupinu ljudi i osnovao Ložu "Ban Josip Jelačić" u Zagrebu koja je djelovala pod zaštitom Velikog orijenta Srbije, s izričitim ciljem kasnijeg osnivanja obedijencije u Hrvatskoj. Prvi sastanci održavani su u Dvorcu Mihanović u Tuheljskim Toplicama, sve do 25. ožujka 2017. godine, kada Loža "Ban Josip Jelačić" dobiva iz Beograda dopuštenje da se odvoji i osnuje Veliki orijent Hrvatske. Vojnić Tunić dobio je titulu utemeljitelja i prvog velikog majstora. Druga osnovana loža bila je Loža "Stjepan Radić" u Sisku (kasnije prenijeta u Zagreb), a treća loža je bila Loža "Vatroslav Lisinski" u Zagrebu.
U listopadu 2017. godine u Rimu potpisuje se povelja o prijateljstvu s Velikom egipatskom ložom Italije, dok je u Parizu u studenom iste godine potpisana povelja s Francuskom velikom ložom za Misraim. Krajem 2017. godine dolazi do raskola jer je dijelu članova smetalo to što se hrvatskim masonima upravlja iz Beograda, preko Velikog orijenta Srbije. Zato oni osnivaju svoju ložu, Veliku ložu Croatia, koju uglavnom čine poslovni ljudi, obavještajni djelatnici i lokalni političari desnog uvjerenja. Krajem veljače 2018. godine oftalmolog Nikica Gabrić je izabran za novog velikog majstora Velikog orijenta. Godine 2018. Velika loža je imala oko 700 članova. U ožujku 2018. u Ložu "Conte Gondola" primljen je tadašni glavni državni odvjetnik Dražen Jelenić.
U siječnju 2020. godine, prvi veliki majstor i osnivač Vojnić Tunić istupio je iz Velikog orijenta s Ložom "Ban Josip Jelačić" i formirao Veliku suverenu ložu Hrvatske. Pored toga, Loža "Conte Gondola" iz Zagreba je napustila Veliki orijent i ušla pod zaštitu jedne rumunjske obedijencije. U veljači 2020. godine Gabrić se obratio Državnom odvjetništvu prijavivši da ga voditelji Internet portala Dnevno i političkog tjednika 7Dnevno pokušavali iznuditi da ne objave priču o njemu i njegovim kolegama u Velikom orijentu. Radilo se o tome da su mu, kako se sumnja, nudili da će povući planiranu seriju tekstova o njemu ako im njegova klinika i zainteresirani partneri plate oglase u tjedniku 7Dnevno u vrijednosti oko 200 tisuća kuna. U veljači 2020. godine, glavni državni odvjetnik Dražen Jelenić podnio je ostavku na tu dužnost nakon objave medija o članstvu u masonskoj loži. Pored toga, masonska legitimnost Velikog orijenta Srbije, koji je pomogao osnivanje Velikog orijenta Hrvatske, dovedena je u pitanje.

### Velika regularna loža Hrvatske (od 2021.)
Zagrebački poduzetnik i član jedne od loža pod zaštitom Velikog orijenta, Ivan Jurić-Kaćunić je krajem 2017. godine pri Državnom zavodu za intelektualno vlasništvo zaštitio žig pod verbalnim nazivom Veliki orijent Hrvatske čime je dobio isključivo pravo na uporabu ovog naziva do listopada 2027. godine. Jurić-Kaćunić je tijekom 2020. godine napustio Veliki orijent te prešao u Le Droit Humain Hrvatska. S obzirom na to da je sam naziv Velikog orijenta zaštićen i u vlasništvu bivšeg člana, Veliki orijent Hrvatske 12. svibnja 2021. godine mijenja naziv u Velika regularna loža Hrvatske, skraćeno VRLH.
Velika regularna loža Hrvatske je 18. lipnja 2022. godine je potpisala povelju o suradnji i priznanju s Velikom ložom Francuske. 
Svjetlo u reformiranu hrvatsku veliku ložu je 9. studenoga 2022. godine unijela Velika regularna loža Slovenije.
Loža "Ivo Andrić" iz Zagreba je 20. svibnja 2023. godine u Beogradu potpisala povelju o bratimljenju s Ložom "Baron Jurij Vega" iz Ljubljane (pod okriljem Velike regularne lože Slovenije) i Ložom "Pobratim" iz Beograda (pod okriljem Velike nacionalne lože Srbije).
Na godišnjoj skupštini Međunarodne konfederacije ujedinjenih velikih loža (ICUGL), održanoj 19. lipnja 2023. godine u Parizu, Velika regularna loža Hrvatske je primljena u punopravno članstvo.
U travnju 2024. godine u Beogradu su Velika regularna loža Hrvatske, Velika nacionalna loža Srbije, Velika regularna loža Slovenije i Velika regularna loža Sjeverne Makedonije  potpisali sporazum o međusobnoj zajedničkoj suradnji.
Velika regularna loža Hrvatske je 19. prosinca 2024. godine primljena u Udrugu za slobodnozidarsku arhitekturu i baštinu sa sjedištem u Parizu, skupa s još četiri velike lože. Velika loža je u svibnju 2025. organizirala sedme Europske inicijacijske dane ICUGL-a na Brijunima.

## Ustroj
Veliki orijent je izdavao časopis Loža. Prvi broj ovog časopisa objavljen je 19. ožujka 2018. godine. U veljači 2020. godine isti primjerak ovog časopisa objavljen je u medijima.
Hram Velikog orijenta naziva Svjetlost nalazio se u ulici Heinzelova 44 u Zagrebu. Sjedište je kasnije promjenjeno, trenutačno je u Bukovačkoj cesti u Zagrebu.
Veliki orijent Hrvatske je pod svojom zaštitom u 2018. godini imao četiri podređene velike lože u kojima je radilo 16 masonskih loža. To su Velika loža "Stup mudrosti" (5 loža), Velika loža "Stup ljepote" (3 lože), Velika loža "Stup snage" (4 lože) i Velika loža "Libertas" (4 lože).

### Lože
Godine 2024. u sastavu ove velike lože nalazi se sedam loža, od toga pet je u Zagrebu te po jedna u Splitu i Rijeci (broj u zagradi označava redni broj lože u vrijeme Velikog orijenta):
- Loža "Penta" br. 1 (3), Zagreb.
- Loža "Ivan Merz" br. 2 (11), Zagreb – nosi naziv po filozofu i blaženiku Ivanu Merzu.
- Loža "Ljudevit Gaj" br. 3 (5), Zagreb – nosi naziv po jezikoslovacu i književniku Ljudevitu Gaju.
- Loža "Grof Janko Drašković" br. 4 (6), Zagreb – nosi naziv po političaru i masonu grofu Janku Draškoviću.
- Loža "Ivo Andrić" br. 5 (4), Zagreb – nosi naziv po književniku i masonu Ivi Andriću.
- Loža "Sirius" br. 6 (8), Rijeka – nosi naziv po riječkoj loži utemeljenoj 1901. godine.
- Loža "Marko Marulić" br. 7 (12), Split – nosi naziv po književniku Marku Maruliću.

U vrijeme Velikog orijenta Hrvatske, prema popisu iz 2018. godine, lože "Penta", "Ivan Merz" i "Marko Marulić" su bile pod zaštitom Velike lože "Stup mudrosti"; lože "Ljudevit Gaj", "Grof Janko Drašković" i "Sirius" su bile pod Velikom ložom "Stup snage"; Loža "Ivo Andrić" je bila pod Velikom ložom "Libertas"; dok iz Velike lože "Stup ljepote" nema loža.
Pod zaštitom ove velike lože radila je i:
- Loža "Ban Josip Jelačić" br. 1, Zagreb – nosi naziv po grofu Josipu Jelačiću, hrvatskom banu od 1848. do 1859. godine. Za vrijeme Velikog orijenta Hrvatske bila je pod Velikom ložom "Libertas".[3] U siječnju 2020. godine istupila iz Velikog orijenta i formirala Veliku suverenu ložu Hrvatske "Libertas A.D. 1775".[7]
- Loža "Stjepan Radić" br. 2, Zagreb – nosi naziv po političaru i publicisti Stjepanu Radiću. Za vrijeme Velikog orijenta Hrvatske bila je pod Velikom ložom "Stup snage".
- Loža "Ruđer Bošković" br. 7, Zagreb – nosi naziv po matematičaru i filozofu Ruđeru Boškoviću. Za vrijeme Velikog orijenta Hrvatske bila je pod Velikom ložom "Libertas".
- Loža "Ambroz Haračić" br. 9, Mali Lošinj – nosi naziv po prirodoslovacu i botaničaru Ambrozu Haračiću. Za vrijeme Velikog orijenta Hrvatske bila je pod Velikom ložom "Stup ljepote".
- Loža "Oroboros" br. 10, Zagreb – nosi naziv po uroboru, drevnom simbolu koji prikazuje zmiju koja grize vlastiti rep. Za vrijeme Velikog orijenta Hrvatske bila je pod Velikom ložom "Libertas".
- Loža "Jože Plečnik" br. 13, Ljubljana – nosi naziv po slovenskom arhitekti Joži Plečniku. Za vrijeme Velikog orijenta Hrvatske bila je pod Velikom ložom "Stup mudrosti".
- Loža "Kralj Petar Krešimir IV." br. 14, Zagreb – nosi naziv po Petru Krešimiru IV., kralju Dalmacije i Hrvatske koji je vladao od 1058. do 1074. godine. Za vrijeme Velikog orijenta Hrvatske bila je pod Velikom ložom "Stup ljepote".
- Loža "Conte Gondola" br. 15, Zagreb – nosi naziv po grofu Gunduliću. Za vrijeme Velikog orijenta Hrvatske bila je pod Velikom ložom "Stup ljepote".[3] U siječnju 2020. godine ušla pod zaštitu jedne rumunjske velike lože.[7]
- Loža "Vladimir Prelog" br. 16, Zagreb – nosi naziv po kemičaru i masonu Vladimiru Prelogu. Za vrijeme Velikog orijenta Hrvatske bila je pod Velikom ložom "Stup mudrosti".

### Uprava
Velikom regularnom ložom Hrvatske upravlja veliki majstor koji se bira na trogodišnje razdoblje. Dosadašnji veliki majstori Velikog orijenta Hrvatske odnosno Velike regularne lože Hrvatske su:
1. Zoran Vojnić Tunić (2017. – 2018.)
2. Nikica Gabrić (2018. – 2025.)
3. Damir Jandrašek (od 2025.)[27]

Veliki orijent Hrvatske je pod svojom zaštitom imao četiri velike lože, tako su pod okriljem organizaije djelovali i drugi veliki majstori. U Velikoj loži "Stup mudrosti" bili su Nikica Gabrić (2017. – 2018.) i Rajko Vučković (2018. – ?). U Velikoj loži "Stup ljepote" bili su Damir Pokupec (2017.) i Hrvoje Kolarić (2018. – ?). U Velikoj loži "Stup snage" veliki majstor bio je Damir Jandrašek (2017. – ?), dok je u Velikoj loži "Libertas" bio Mirko Kostelac  (2017. – ?).

### Međunarodna suradnja
Velika regularna loža Hrvatske je članica međunarodnih saveza:
- ICUGL (od lipnja 2023. godine),
- Udruga za slobodnozidarsku arhitekturu i baštinu (od prosinca 2024.)

Ova velika loža potpisala je povelje o prijateljstvu i međusobnom priznavanju s drugim velikim ložama, među kojima su i Velika loža Francuske (2022.), Velika nacionalna loža Srbije, Velika regularna loža Slovenije.

### Obred
Primarni obred Velike regularne lože Hrvatske je Drevni i prihvaćeni škotski obred. Velika loža upravlja simboličkim stupnjevima plave lože (učenik, pomoćnik i majstor) i delegira upravljanje visokim stupnjevima na dodatna tijela i redove.

## Pridružena tijela i redovi
Upravljanje visokim stupnjevima Velika regularna loža Hrvatske provodi kroz pridružena tijela i redove od kojih svaki predstavlja jedan obred a na temelju potpisanih konkordata.
- Vrhovno vijeće 33° i posljednjeg stupnja Drevnog i priznatog škotskog reda slobodnih zidara Hrvatske – nadležno za rad Drevnog i prihvaćenog škotskog obreda.

### 2017. – 2020.
Velika orijent Hrvatske upravljao je simboličkim stupnjevima plave lože (učenik, pomoćnik i majstor) dok je upravljanje visokim stupnjevima Drevnog i prihvaćenog škotskog obreda delegirano na vrhovno vijeće. Vrhovno vijeće 33° i posljednjeg stupnja Drevnog i priznatog škotskog reda slobodnih zidara Hrvatske osnovano je 2. svibnja 2017. godine. Ubrzo nakon toga je Vijeće se upisalo kao udruga u Registar udruga Republike Hrvatske. Veliki zapovjednik od 2017. do 2020. godine bio je Zoran Vojnić Tunić.
Financijska agencija (FINA) je u ožujku 2021. godine predložila stečaj Vrhovnog vijeća jer ima 17.505 kuna nepodmirenih obveza i to nakon 300 dana neprekidne blokade bankovnog računa. Dana 9. rujna 2021. godine Vrhovno vijeće 33° prestalo je postojati kao udruga. Novinar Boris Dežulović je ovo ocijenijo kao još nešto što su Hrvati u stanju upropastiti.

### Od 2025.
Velika loža Francuske je u Parizu 22. svibnja 2025. godine dodjelila Velikoj regularnoj loža Hrvatske povelju za samostalnu nadležnost Drevnog i prihvaćenog škotskog obreda.

## Poznati članovi
- Nikica Gabrić, oftalmolog
- Ratko Maček, novinar i političar[7]
- Veljko Miljević, odvjetnik[33]

### Bivši članovi
Neki od poznatih članova ove velike lože bili su: 
- Jadranko Ferko,[34] slikar
- Dražen Jelenić,[35] pravnik, bivši Glavni državni odvjetnik Republike Hrvatske
- Ivan Jurić Kaćunić, poduzetnik[7][36]
- Hrvoje Kolarić,[37] bivši predsjednik Uprave Belupa i član Uprave Podravke
- Zoran Vojnić Tunić, poduzetnik

## Vanjske poveznice
- Službena stranica
- VRLH na Amenkamen.com
- Stranica za članove VOH-a. Inačica izvorne stranice arhivirana 16. veljače 2020.